# Cogua
Cogua – miasto w Kolumbii, w departamencie Cundinamarca.